# Level Five
Level Five – koncertowy minialbum King Crimson, wydany w limitowanym nakładzie 9 listopada 2001 roku nakładem Discipline Global Mobile.

## Historia albumu
Koncertowy minialbum Level Five został wydany w limitowanym nakładzie pięciu tysięcy egzemplarzy (ręcznie numerowanych) i był początkowo dostępny tylko podczas trasy koncertowej z zespołem Tool. Zawierał pięć utworów: dwa wydane wcześniej oraz trzy z przyszłego albumu The Power to Believe. Taki wybór był, zdaniem Adriana Belew, świadomym zabiegiem, mającym zaprezentować stan prac nad tymże albumem, którego wydanie zaplanowano na wiosnę 2002 roku.

## Lista utworów
Lista i informacje według Discogs:
| 1. | Dangerous Curves            | 5:39  |
|    |                             |       |
| 2. | Level Five                  | 8:36  |
|    |                             |       |
| 3. | Virtuous Circle             | 10:00 |
|    |                             |       |
| 4. | The ConstruKction Of Light  | 8:23  |
|    |                             |       |
| 5. | The Deception Of The Thrush | 13:08 |
|    |                             |       |
|    |                             | 45:46 |
|    |                             |       |
- muzyka – King Crimson
- teksty – Adrian Belew

## Personel

### Muzycy
- Robert Fripp – gitara
- Adrian Belew – gitara, śpiew
- Trey Gunn – Warr guitar, Touch guitar
- Pat Mastelotto – perkusja

### Pozostali
- Paul DeVilliers – miksowanie
- David Singleton, Robert Fripp – mastering
- P.J. Crook – obraz na okładce
- Bill Munyon – zdjęcia